# Madeth gray'll
Madeth gray'll foi uma banda japonesa de rock da cena visual kei, ativa de 1997 a 2001. Fazendo parte da gravadora Matina, de Kisaki, foi citada como uma das representantes do subgênero Kote kei.

## Carreira
A banda começou em 1997 com o vocalista Kei (Hisui), o baixista Yukina e os guitarristas Shizuru e Hizumi. Yukina originalmente era guitarrista, porém como eles já possuíam dois, ele trocou para o baixo por ser a única posição faltando na banda. Hisui também tocava guitarra antes de se tornar vocalista. Eles não tiveram um baterista oficial até 1998. De novembro a dezembro de 1997, o grupo lançou quatro fitas demo.
No início de 1998, o vocalista Kei mudou seu nome artístico para Hisui. Eles lançaram mais quatro fitas demo de março a abril de 1998 (uma delas foi relançada posteriormente em junho). Em 7 de maio de 1998, um dos guitarristas da banda, Hizumi, morreu em um acidente de carro enquanto viajava para o funeral de hide, guitarrista do X Japan. Após a morte de Hizumi, Tsubaki se juntou oficialmente à banda como baterista. Em agosto de 1998, Madeth gray'll relançou a canção "Hakuchu Yume no Sangeki" e lançou um videoclipe para "Parasite". Em 10 de agosto de 1998, lançaram seu primeiro single em CD, intitulado "Juujika no Ketsumatsu...".
Em janeiro e março de 1999, respectivamente, Shizuru e Tsubaki deixaram a banda. Foi neste ano que Madeth gray'll assinou com a Matina, uma gravadora independente fundada por Kisaki. Eles apareceram no primeiro álbum de compilação da Matina, New Age Culture. Logo mais Hisui e Yukina recrutaram um novo guitarrista, Izumi. Juntos, eles lançaram o single "Juujika no Ketsumatsu ~Daini no Higeki~" em 30 de junho de 1999 e "Mother Complex" em agosto daquele ano. Nessa época, um segundo guitarrista, Ukyou, se juntou à banda. Em outubro, eles recrutaram o baterista Reika.
Ukyou deixou a banda no início de 2000. Eles recrutaram um guitarrista suporte, Airi. Em março de 2000, Madeth gray'll lançou seu primeiro álbum completo, Lucifer ~Makyou ni Utsuru Norowareta Zaijintachi to Seimei no Shuuen~ . O álbum teve sucesso e nos meses seguintes, foi relançado duas vezes. No entanto, Yukina decidiu deixar a banda. Por ser o principal compositor, os membros restantes decidiram se separar completamente. A separação foi anunciada em 28 de novembro de 2000. No dia seguinte, eles lançaram um EP, Boukai no Mato ~Entith de Marge~ , enquanto Airi se tornou um membro oficial da banda. Madeth gray'll se separou oficialmente após um último show em 29 de janeiro de 2001. Mais tarde, eles lançaram um álbum memorial.
Reika formou a banda Doremidan, enquanto Airi formou as bandas Crack Brain e a Schwardix Marvally com Hizaki.

## Temas e legado

Logo da banda.

O site Vkgy descreveu a banda como tendo “performances teatrais, vocais gritados e gemidos, composição agressiva com efeitos sonoros aleatórios e transições bruscas” e a citou como uma das representantes do Kote kei. Sua musicalidade foi influenciada por Kuroyume e La;Sadie's.  Em 1999, Hisui e Yukina relataram que Yukina escreve a maior parte das músicas, enquanto Hisui cria os temas — e o tema que ele busca expressar é “morte”. O vocalista citou Koshi Inaba, Akina Nakamori e Izumi do Aion como influências.
Kisaki creditou Madeth gray'll por atrair popularidade para sua gravadora Matina. A canção "Lucifer" foi regravada pela Schwardix Marvally, banda de Airi, em 2009. Em novembro de 2022 Kisaki lançou uma compilação com remasterizações de fitas demo de bandas da Matina, incluindo o Madeth gray'll.

## Membros
Última formação
- Hisui (翡翠) – vocais (1997–2001)
- Yukina (雪那) – baixo (1997–2001)
- Reika (麗華) – bateria (1999–2001)
- Airi (藍梨) – guitarra (2000–2001)

Ex membros
- Hizumi (歪) – guitarra (1997–1998)
- Shizuru (静流) – guitarra (1997–1999)
- Tsubaki (椿) – bateria (1998–1999)
- Izumi (泉) – guitarra (1999–2001)
- Ukyou (右狂) – guitarra (1999–2000)

## Discografia
Álbuns e EPs
- Lucifer ~ Makyou ni Utsuru Norowareta Zaijintachi to Seimei no Shuuen ~ (2000)
- Boukai no Mato ~Entith de Marge~ (2000)

Singles
- "Juujika no Ketsumatsu..." (1998)
- "Juujika no Ketsumatsu ~Daini no Higeki~" (1999)
- "Mother Complex" (1999)

Compilações
- Madeth gray'll ~Higeki no Shuumaku (2001)